# Gaius Trebius Iunianus
Gaius Trebius Iunianus (vollständige Namensform Gaius Trebius Gai filius Romilia Iunianus) war ein im 1. Jahrhundert n. Chr. lebender Angehöriger des römischen Ritterstandes (Eques).
Durch eine Inschrift auf einem Grabstein, der in Rom gefunden wurde, sind einzelne Stationen seiner Laufbahn bekannt. Trebius Iunianus war zunächst Praefectus fabrum. Danach war er Kommandeur (Praefectus) der Cohors I Pannoniorum. Im Anschluss wurde er Tribunus militum in der Legio III Cyrenaica.
Iunianus war in der Tribus Romilia eingeschrieben. Der Grabstein wurde von seiner Frau, Trebia Tertulla, errichtet.

## Cohors I Pannoniorum
Es gab mehrere Einheiten mit dieser Bezeichnung (siehe Cohors I Pannoniorum). Welche Einheit Iunianus kommandiert hat, geht aus der Inschrift nicht hervor. John Spaul ordnet ihn der Cohors I Pannoniorum (Aegyptus) zu, die in der Provinz Aegyptus stationiert war.

## Datierung
Bei der Epigraphik-Datenbank Clauss-Slaby wird die Inschrift auf 1/100 datiert.